# Copa de las Naciones UCI sub-23 2021
La Copa de las Naciones UCI sub-23 2021 será la decimoquinta edición del calendario ciclístico creado por la Unión Ciclista Internacional para corredores menores de 23 años.
El calendario estará compuesto por seis carreras limitada a corredores menores de 23 años (Sub-23).

## Resultados
| Fecha           | País            | Carrera                  | Categoría | Vencedor                   | Equipo                    |
| --------------- | --------------- | ------------------------ | --------- | -------------------------- | ------------------------- |
| 29-30 de mayo   | Polonia         | Orlen Nations Grand Prix | 2.Ncup    | Marijn van den Berg        | Selección de Países Bajos |
| 3-6 de junio    | República Checa | Carrera de la Paz sub-23 | 2.Ncup    | Filippo Zana               | Selección de Italia       |
| 19-20 de julio  | Francia         | L'Etoile d'Or            | 2.Ncup    | Filip Maciejuk             | Selección de Polonia      |
| 13-22 de agosto | Francia         | Tour del Porvenir        | 2.Ncup    | Tobias Halland Johannessen | Selección de Noruega      |

## Clasificaciones finales
| Pos. | País         | Puntos |
| ---- | ------------ | ------ |
| 1.º  | Italia       | 153    |
| 2.º  | Países Bajos | 131    |
| 3.º  | Noruega      | 99     |
| 4.º  | Bélgica      | 84     |
| 5.º  | Francia      | 79     |